# غراهام روز
غراهام روز (12 أبريل 1964 - ) (بالإنجليزية: Graham Rose)‏ هو لاعب كريكت بريطاني.

## وصلات خارجية
- غراهام روز على موقع إي آس بي آن كريك إنفو (الإنجليزية)